# Philip Shahbaz
Philip Shahbaz (Chicago, 1 de julho de 1974) é um ator norte-americano-iraniano conhecido como a voz de Altaïr no jogo eletrônico da Ubisoft, Assassin's Creed.